# X-49 (航空機)
X-49 スピードホーク
X-49A
- 用途：試作機
- 分類：複合ヘリコプター
- 製造者：
  - シコルスキー・エアクラフト
  - パイアセッキ・エアクラフト
- 運用者： アメリカ合衆国（アメリカ陸軍）
- 初飛行：2007年6月29日
- 生産数：1機
- 運用状況：試験中

X-49 スピードホーク（ X-49 Speed Hawk ）は、アメリカ陸軍とパイアセッキ・エアクラフト社が試験している複合ヘリコプター。2007年初飛行。

## 概要
アメリカ海軍は、ヘリコプターの機動力増加の手法として複合推進に目を向けており、1990年代から検討を行っていた。その中で、尾部にダクテッドファンを追加するVTDP（Vectored-Thrust Ducted Propeller）という手法を取ることが俎上にあがってきた。パイアセッキ社はすでに1960年代にパイアセッキ 16H パスファインダーなど、ダクテッドファンによる複合ヘリコプターを開発した経験を有していた。そこで、海軍はYSH-60Fを改装し、ダクテッドファンを取り付けた複合推進としたものを開発することとし、2000年にパイアセッキ社と契約を結んだ。
2003年にX-49Aの名称が与えられ、2004年には担当が海軍からアメリカ陸軍に移管された。
X-49Aの形状は、SH-60の胴体下部に固定翼を設け、尾部にダクテッドファンを取り付けたものとなっている。ダクテッドファンは推進力を提供するほか、制御翼がついており、風向を変えることでトルク制御などが行える。また、振動軽減にも効果がある。固定翼については、前進時に揚力を発生させてメインローターの負担を軽減し、前進力を増加させる。操縦法については特に従来のヘリコプターと変わるところは無い。かつての複合ヘリコプターは構造が複雑で高価となりがちであり、また、ローター制御技術の向上で廃れたが、ヘリコプターの速度向上が頭打ちになり、それを打破するために再び複合ヘリコプターが着目を浴びた点がある。
2007年6月29日に初飛行。試験では推進力をさらに強化し、360km/hの高速飛行を目指す予定となっている。

## 諸元
- 全長： 64 ft 10 in (19.76 m)
- 全高： 17 ft 2 in (5.23 m)
- 空虚重量： 13,669 lb (6,200 kg)
- 最大離陸重量： 21,892 lb (9,930 kg)
- 発動機：2基のゼネラル・エレクトリック T700-GE-401C ターボシャフトエンジン , 各々 1,620 shp (1,210 kW)
- 主回転翼の直径： 53 ft 8 in (16.36 m)

### 性能
- 最大速度：146 kn (168 mph; 270 km/h)
- 回航時の航続距離：381 nmi (438 mi; 706 km)
- 実用上昇限度：19,000 ft (5,790 m)
- 初期上昇率： 2,296.5 ft/min (11.666 m/s)